# 小栗帽
小栗帽（日语：オグリキャップ），是日本純種競賽馬匹。生涯稱霸日本賽場並獲得多項分級賽冠軍，因其被視為傳奇的經歷與戰績，被稱为「灰毛怪物」（芦毛の怪物），亦有着「小栗」的愛稱，並於1991年被選爲日本中央競馬會殿堂馬。

## 出賽前
1985年出生於北海道三石町（今新日高町）稻葉牧場，由其母系馬主小栗孝一擁有。其出生後因右前蹄外彎而無法自行站立，甚至哺乳時候需要工作人員抱起才可順利進食，所幸外彎的問題於工作人員進行削蹄矯正後經已無任何大礙。然而小栗帽於成長時期因其母系的乳量不足，而且其有厭惡哺乳的問題，導致小栗帽成長時期有着偏瘦的馬體。但由於小栗帽食慾異常旺盛，甚至會進食牧場地上的雜草，因而其於2歲（現1歲）時經已追上成長進度。
1986年10月被轉移至岐阜縣美山町（今山縣市）美山育成牧場，繼續成長及進行初期的訓練。
1987年1月28日交由笠松競馬場練馬師鷲見昌勇訓練。

## 競賽生涯

### 3歲（現2歲）
1987年5月19日出戰笠松競馬場的3歲新馬戰。比賽途中於第三彎道被其他馬匹迫至大外檔的不利位置，因而於最終直路上未能追過前方的March Tosho，獲得第二。
其後出戰多兩場的3歲賽事，均以優秀的成績取得勝利。
然而於7月26日的第四戰，因爲比賽開始後漏閘加上比賽採用800米的超短距離賽道，即使小栗帽奮力加速，仍然無力回天，再次敗於March Tosho。
其後於年間再次出戰包含地方大賽中京盃等七場賽事，均以優秀成績之下取得勝利，其優勢已經於地方賽場嶄露頭角。

### 4歲（現3歲）
由於上年度稱霸地方賽場，並且於在中央賽場中京競馬場舉辦中京盃上大放異彩，因而小栗帽受到不少相關人士邀請移籍中央。然而由於小栗帽所有陣營相關人士均沒有中央的資格，因此若小栗帽移籍中央，意味所屬權及練馬師位置必須轉讓他人。傾談有關小栗帽移籍中央的事情時，地方方面所有人士均極力反對，尤其以稱霸地方大賽東海打吡爲目標的練馬師鷲見昌勇。最終，由於中央馬主佐橋五十雄反覆勸說，馬主小栗孝一以2000萬日圓轉讓小栗帽的所屬權，前提爲必須保留「小栗帽」此名字，及若小栗帽不適應中央賽場的賽道就必須讓其返回地方。
1988年1月10日出戰年度首戰兼地方最後一戰黃金青年賽，再次爆發優秀的速度並贏過地方的老對手March Tosho，取得八連勝。
1月28日，其正式將賽馬註冊轉移至日本中央競馬會，並轉移至栗東訓練中心練馬師瀨戶口勉之馬房。
3月6日，於地方十二戰十勝、目前紀錄八連勝的小栗帽出戰中央的首戰飛馬錦標。比賽開始後，小栗帽選擇停留於中團較後的位置，並一直以此節奏前進以求保持體力。通過第三彎道時，其開始加速，並於進入直路後衝出，不斷加速之下獲得勝利，獲得中央賽事兼分級賽第一個冠軍。自此，灰毛怪物的傳說由地方蔓延至中央，開啟了一代傳奇。
其後小栗帽出戰兩場三級賽每日盃及京都四歲特別，均以優秀的表現獲得冠軍。
贏得此兩場比賽後，小栗帽所累積的獎金其實足以領其出戰經典三冠戰線，然而由於三冠賽事需要提早註冊，此時的限期已過，因此其並未能於限期前註冊參賽。由於此事件的發生，導致部分馬迷及傳媒不滿，紛紛對小栗帽不能參加三冠賽事表示遺憾，因而日本中央競馬會於輿論壓力之下開始着手檢討賽事註冊的制度，修改後允許馬主於期限過後追加報名費用以於經典三冠戰線中註冊。而此規例的第一個受益者，正是1999年皋月賞冠軍，於20世紀末創造了一代王朝的霸王好歌劇。
作爲三冠賽的替補，其於6月5日出戰新西蘭盃四歲錦標，此前因傷休養的騎師河內洋回歸策騎。比賽開始後，其處於後方的位置，並於馬群進入對面直路的時候已經開始加速衝前，於第四彎道進佔前方位置。進入最後直路後，其勢頭依然不減，最終於不斷衝刺之下，以7馬位的優勢及破紀錄的1分34.0秒率先衝線奪冠。
出戰高松宮盃，爲其第一此於中央賽事和年長馬匹決戰。本次比賽之強敵有本年度寶塚紀念第四的Land Hiryu，但勢頭正好的小栗帽仍然獲得第一人氣。比賽開始後，Land Hiryu率先搶佔位置領放，而小栗帽則一改此前留於中團的戰術，選擇於第四的位置追趕。於第三及第四彎道之間，其開始發力加速，並於第四彎道後超越了Land Hiryu。直路上，小栗帽沒有任何失速的表現，繼續保持速度下，以打破1分59.0秒打破了中京競馬場2000米賽道紀錄衝線。
10月9日出戰每日王冠作爲秋季賽事的熱身。比賽開始後，小栗帽於賽事前段一直保持於馬群後方推進，於第三彎道率先加速衝出，再一於直路上取得優勢下獲得勝利。此戰過後，小栗帽成功達成了中央分級賽六連的紀錄。
10月30日出戰一級賽秋季天皇賞，而同場勁敵則爲於五連敗後七連勝、本年度春季天皇賞及寶塚紀念得主、同爲灰毛馬、被稱謂「白色閃電」的玉藻十字，由於兩者均於此前的比賽有優秀表現而分別獲得第一及第二人氣，因此本次比賽又被稱爲「灰毛頂上對決」。比賽開始後，小栗帽及玉藻十字均於中團的內欄位置推進，無視前方由領放馬造成的快步速。進入通過彎道後，玉藻十字率先衝出，小栗帽則於外檔加速。進入直路後，領放的Legend Teio依然保持領先，但隨後即被玉藻十字超越。最後1000米時，小栗帽依然奮力追趕連線的玉藻十字，但礙於對手凌厲的加速力，最終以1 1/4馬位落敗。此戰過後，由於馬迷目睹兩匹灰毛馬於極力奮戰下分別奪得冠軍及亞軍，因而一直流傳於日本賽馬界中有關「灰毛馬跑不快」的傳言開始消散。
其後出戰日本盃，本次比賽聚集世界各地的強豪，包括本年度凱旋門大賽冠軍東來兵及於英國贏得多項大賽的Moodlight Madness。比賽開始後，玉藻十字於處後方，小栗帽則於先頭位置前進。進入最後直路後，多匹賽駒紛紛發力，賽道上陷入混亂的情況。最終，賽前備受關注的一對歐洲強豪均未能跑出優勢，反而第九人氣的管家則成功爆冷衝出獲得第一，小栗帽則因未能追上前方的管家及玉藻十字而獲得第三。
12月25日出戰有馬紀念，由岡部幸雄策騎，再一次和玉藻十字展開頂上對決。比賽開始後，小栗帽處於中團的位置，以玉藻十字則於較後方追趕高。通過第四彎道後，兩駒幾乎以第一時間由中團的位置進入最後直路，小栗帽隨即開始加速，最終以1/2馬位的優勢戰勝宿敵，並獲得了生涯第一個一級賽冠軍。
年末，由於其轉戰中央後的優異成績及於有馬紀念奪冠，以近乎全票的170票當選最佳4歲雄馬，但於日本馬王中則大敗於玉藻十字。

### 5歲（現4歲）
進入1989年後，陣營原先安排其出戰產經大阪盃，但由於於2月時檢查出前腳關節扭傷以作罷。其後又於4月時被發現右前腳患有韌帶炎以需休養，錯過春季天皇賞及寶塚紀念。
而於小栗帽休養的過程中，由於其中央馬主佐橋於上年度被查出有逃稅的嫌疑，因而被剝奪中央馬主的資格。經過多方面的談判後，佐橋在2月最終同意於自身保有小栗帽退役後的優先配種權下，以每年約2億日圓的價錢租借小栗帽的擁有權給予另一位馬主近藤俊典。
7月，由於恢復過程良好，重新返回訓練中心訓練，並希望於秋季可以復出。
9月17日出戰復出戰產經賞，主戰騎師於此時換成了原玉藻十字的主戰騎師南井克巳。比賽開始後，其處於第五的位置向前推進，並於第四彎道加速並於最終直路率先衝出，獲得勝利。
其後出戰原本計劃好的每日王冠，是次比賽的強敵有同爲地方出生並且此前經已贏得春季天皇賞及寶塚紀念的稻荷一。比賽途中，小栗帽於馬群後方推進，並於通過第四彎道後由外檔加速。最後100米時，其和稻荷一幾乎同時衝出並於同時衝線，最終於照片判定下小栗帽以鼻位優勢險勝，成功達成歷史上第一次每日皇冠連霸。
10月29日出戰秋季天皇賞，獲得第一人氣。比賽開始後處於第六的位置推進，並以良好的節奏進入最後直路。然而於最後直路上，加速的時機過於遲，導致其無法追上一早已經衝出的超級溪流，獲得第二。比賽過後，騎師南井亦坦然是自己指揮上的失誤，導致加速過遲而落敗。
11月19日出戰一哩冠軍賽，再次獲得第一人氣。比賽途中其保持於較前的位置追趕前方馬匹。進入最後直路後，青竹回憶衝出加速並開始拋離其他對手，小栗帽亦開始於內欄位置發力，成功於最後100米追上青竹回憶，兩駒隨即展開激烈的鬥爭直至衝線前。於照片判定下，最終小栗帽以鼻位險勝。
一哩冠軍賽一週過後小栗帽立即出戰日本盃，以連戰的姿態和世界強豪對決。比賽開始後，領放的Ibn Bey隨即暴走加速從而以超快的步速打亂馬群的節奏，使處於第四位置的小栗帽受到些微影響，但其仍然可以保持速度於前方追逐。進入最後直路，紐西蘭馬后好利時由內欄衝出拋離後方馬匹約4馬位位置，而小栗帽則緊隨其後加速。結果，兩駒均以2分22.2秒的破紀錄時間衝線，而於照片判定下，最終小栗帽以頸位落敗。
年末再次出戰有馬紀念，但因爲連戰之下狀態不佳僅得第五，而每日王冠的手下敗將稻荷一則成功復仇，奪得冠軍。

### 6歲（現5歲）
小栗帽原定於1989年完成有馬紀念後退役，但陣營於日本中央競馬會相關人士的遊說下決定推遲退役日期，1990年將繼續其競賽生涯。但由於上年度末連戰的影響，小栗帽表現出極差的狀態，不得不進入休養期。
5月13日其於安田紀念復出，並成功於最後直路跑出快速的末腳力壓其他對手獲得冠軍，展現出回勇的表現。
然而好景不長，安田紀念過後其陷入低潮期，先在寶塚紀念於最後直路因未能有效加速追上前方的Osaichi George獲得第二，其後又因爲腳傷而再次進入休養期。更甚的是，其於秋季開始被診斷出骨膜炎而要接受治療並推遲復出日期。
有鑑於以上情況，原本陣營打算避戰秋季天皇賞以方便小栗帽恢復。然而由於某電視台爲秋季天皇賞取材時，對小栗帽展開猛烈攻勢，幾乎24小時無休地對其進行拍攝。不幸的是由於攝製隊所有成員均爲賽馬行外人，未能發現小栗帽於拍攝期間的問題，更未能發現其之狀態根本不適合出戰比賽，待所屬的馬房助理發現時經已太遲。最終，陣營迫於傳媒的壓力下安排其出戰秋季天皇賞，結果於匆匆備戰下其僅得第六。
其後出戰日本盃，更是獲得了生涯前所未有的大敗，以第十一完賽。
秋季天皇賞及日本盃過後，由於小栗帽於此兩場比賽展露出其狀態下滑的表現，加上其先前的傷患，馬迷間要求陣營安排其退役的聲音越來越多。甚至馬主近藤亦受到威脅信，威脅其若不盡快安排小栗帽退役，將會於其家中及馬場設置炸彈。最終，陣營承諾小栗帽出戰年末的有馬紀念後便會退役。
12月23日，小栗帽在不被看好之下，仍然以賽前投票14萬票的最高票數出戰有馬紀念，但當日的人氣僅得第四。比賽開始，其處於前方的位置，以一貫的節奏推進。於第三彎道至到第四彎道時候，其經已開始加速並上前至第三的位置。餘下800米準備通過第四彎道時，騎師武豐指揮小栗帽由外檔繼續發力，並於過彎後超越前方馬匹領先。直至最後200米後方的目白韋仁開始迫近，但小栗帽速度仍然不減，最終力拒壓力之下以3/4馬位奪冠。是次比賽，小栗帽跑出了被稱爲「奇蹟的復活」一戰，用自身的實力告訴馬迷灰毛怪物的傳奇仍未落幕。賽後，騎師武豐乘騎繞場一週，全場17萬觀衆一同呼喊其愛稱「オグリ」的光景於賽馬史上亦爲非常壯觀的場面。
其後小栗帽按照計劃退役，並於京都競馬場、東京競馬場及笠松競馬場分別舉行了退役儀式。
於本年度評選中，小栗帽以173票當選最佳5歲以上雄馬，亦以170票當選日本馬王。

### 詳細賽績
| 日期       | 舉辦國家 | 馬場 | 距離   | 級別 | 賽事名稱           | 負重 | 騎師     | 馬號 | 出馬 | 名次 | 時間   | 頭馬（二馬）        |
| ---------- | -------- | ---- | ------ | ---- | ------------------ | ---- | -------- | ---- | ---- | ---- | ------ | ------------------- |
| 19/5/1987  | 日本     | 笠松 | 泥800  |      | 3歲新馬            | 54   | 青木達彥 | 5    | 10   | 2    | 0:50.1 | March Tosho         |
| 2/6/1987   | 日本     | 笠松 | 泥800  |      | 3歲賽              | 54   | 加藤一成 | 1    | 7    | 1    | 0:51.1 | （North Hero）      |
| 15/6/1987  | 日本     | 笠松 | 泥800  |      | 3歲賽              | 54   | 青木達彥 | 8    | 9    | 1    | 0:49.8 | （Fate Charles）    |
| 26/7/1987  | 日本     | 笠松 | 泥800  |      | 3歲賽              | 55   | 加藤一成 | 7    | 7    | 2    | 0:50.3 | March Tosho         |
| 12/8/1987  | 日本     | 笠松 | 泥800  |      | 3歲賽              | 55   | 加藤一成 | 7    | 8    | 1    | 0:49.7 | （March Tosho）     |
| 30/8/1987  | 日本     | 笠松 | 泥1400 |      | 秋風青年賽         | 54   | 安藤勝己 | 5    | 10   | 1    | 1:30.3 | （March Tosho）     |
| 4/10/1987  | 日本     | 笠松 | 泥1400 |      | 青年王冠           | 54   | 安藤勝己 | 5    | 9    | 1    | 1:29.4 | （March Tosho）     |
| 14/10/1987 | 日本     | 中京 | 草1200 |      | 中京盃             | 54   | 安藤勝己 | 3    | 12   | 1    | 1:10.8 | （Ardent Love）     |
| 4/11/1987  | 日本     | 笠松 | 泥1400 |      | 中日運動盃         | 54   | 安藤勝己 | 4    | 12   | 1    | 1:29.8 | （Hallow Princess） |
| 7/12/1987  | 日本     | 笠松 | 泥1600 |      | 師走特別           | 54   | 安藤勝己 | 9    | 10   | 1    | 1:44.4 | （Young Oja）       |
| 29/12/1987 | 日本     | 笠松 | 泥1600 |      | 青年大獎賽         | 54   | 安藤勝己 | 7    | 9    | 1    | 1:45.0 | （Tokai Shark）     |
| 10/1/1988  | 日本     | 笠松 | 泥1600 |      | 黃金青年賽         | 56   | 安藤勝己 | 6    | 10   | 1    | 1:41.8 | （March Tosho）     |
| 6/3/1988   | 日本     | 阪神 | 草1600 | GIII | 飛馬錦標           | 57   | 河內洋   | 4    | 10   | 1    | 1:35.6 | （Rugger Black）    |
| 27/3/1988  | 日本     | 阪神 | 草2000 | GIII | 每日盃             | 58   | 河內洋   | 10   | 10   | 1    | 2:04.8 | （Foundry Dictor）  |
| 8/5/1988   | 日本     | 京都 | 草2000 | GIII | 京都四歲特別       | 56   | 南井克巳 | 15   | 15   | 1    | 2:03.6 | （Koei Spurt）      |
| 5/6/1988   | 日本     | 東京 | 草1600 | GII  | 新西蘭盃四歲盃錦標 | 55   | 河內洋   | 11   | 13   | 1    | 1:34.0 | （Lindo Hoshi）     |
| 19/7/1988  | 日本     | 中京 | 草2000 | GII  | 高松宮盃           | 55   | 河內洋   | 2    | 8    | 1    | 1:59.0 | （Land Hiryu）      |
| 9/10/1988  | 日本     | 東京 | 草1800 | GII  | 每日王冠           | 56   | 河內洋   | 8    | 11   | 1    | 1:49.2 | （天狼象徵）        |
| 30/10/1988 | 日本     | 東京 | 草2000 | GI   | 秋季天皇賞         | 56   | 河內洋   | 1    | 13   | 2    | 1:59.0 | 玉藻十字            |
| 27/11/1988 | 日本     | 東京 | 草2400 | GI   | 日本盃             | 55   | 河內洋   | 8    | 14   | 3    | 2:25.8 | 管家                |
| 25/12/1988 | 日本     | 中山 | 草2500 | GI   | 有馬紀念           | 55   | 岡部幸雄 | 10   | 13   | 1    | 2:33.0 | （玉藻十字）        |
| 17/9/1989  | 日本     | 中山 | 草2200 | GIII | 產經賞             | 57   | 南井克巳 | 11   | 13   | 1    | 2:12.4 | （All Dash）        |
| 8/10/1989  | 日本     | 東京 | 草1800 | GII  | 每日王冠           | 59   | 南井克巳 | 6    | 8    | 1    | 1:46.1 | （稻荷一）          |
| 29/10/1989 | 日本     | 東京 | 草2000 | GI   | 秋季天皇賞         | 58   | 南井克巳 | 4    | 14   | 2    | 1:59.1 | 超級溪流            |
| 19/11/1989 | 日本     | 京都 | 草1600 | GI   | 一哩冠軍賽         | 57   | 南井克巳 | 1    | 17   | 1    | 1:34.6 | （青竹回憶）        |
| 26/11/1989 | 日本     | 東京 | 草2400 | GI   | 日本盃             | 57   | 南井克巳 | 3    | 15   | 2    | 2:22.2 | 好利時              |
| 24/12/1989 | 日本     | 中山 | 草2500 | GI   | 有馬紀念           | 57   | 南井克巳 | 1    | 16   | 5    | 2:32.5 | 稻荷一              |
| 13/5/1990  | 日本     | 東京 | 草1600 | GI   | 安田紀念           | 57   | 武豐     | 9    | 16   | 1    | 1:32.4 | （八重無敵）        |
| 10/6/1990  | 日本     | 阪神 | 草2200 | GI   | 寶塚紀念           | 57   | 岡潤一郎 | 6    | 10   | 2    | 2:14.6 | Osaichi George      |
| 28/10/1990 | 日本     | 東京 | 草2000 | GI   | 秋季天皇賞         | 58   | 增澤末夫 | 12   | 18   | 6    | 1:58.9 | 八重無敵            |
| 25/11/1990 | 日本     | 東京 | 草2400 | GI   | 日本盃             | 57   | 增澤末夫 | 7    | 15   | 11   | 2:24.1 | 請放鬆              |
| 23/12/1990 | 日本     | 中山 | 草2500 | GI   | 有馬紀念           | 56   | 武豐     | 8    | 16   | 1    | 2:34.2 | （目白韋仁）        |

## 退役後
1991年小栗帽被選出爲日本中央競馬會第21匹殿堂馬。
退役後，小栗帽成爲了配種馬，在北海道新冠町優駿Stallion Station休養，在1991年開始配種。首批子嗣於1992年出生。首批子嗣可於1994年出賽。然而其後代卻未能延續牠優異的戰績。
2007由配種馬退役，於同一設施以功勞馬身分進行養老生活。
2010年7月3日，其被檢查出右後肢脛骨骨折並施以安樂死，享年25歲。

## 血統簡介
父系Dancing Cap爲美國賽駒，戰績不佳，20戰僅得5勝利。祖父爲美國賽駒天才舞者，生涯22戰僅得1敗，因其恐怖的戰績而被稱爲「灰色幽靈」，退役後亦成爲著名種馬，其後代統治賽場，於1970年代影響世界的兩匹種馬淘金者及北地舞人均爲其孫輩。
母系White Narubi爲日本馬匹，生涯無出賽紀錄。外祖父Silver Shark爲愛爾蘭生產的法國賽駒，生涯成績不俗，僅得1戰未能進入三甲。

### 血統表
| 父線：天才舞者系（Phalaris系）            |                               |                |               |
| 種馬 Dancing Cap 1968年（灰色）           | 天才舞者 1950年（灰色）       | Polynesian     | Unbreakble    |
| 種馬 Dancing Cap 1968年（灰色）           | 天才舞者 1950年（灰色）       | Polynesian     | Black Polly   |
| 種馬 Dancing Cap 1968年（灰色）           | 天才舞者 1950年（灰色）       | Geisha         | Discovery     |
| 種馬 Dancing Cap 1968年（灰色）           | 天才舞者 1950年（灰色）       | Geisha         | Miyako        |
| 種馬 Dancing Cap 1968年（灰色）           | Merry Madcap （深棗色）       | Grey Soverign  | Nasrullah     |
| 種馬 Dancing Cap 1968年（灰色）           | Merry Madcap （深棗色）       | Grey Soverign  | Kong          |
| 種馬 Dancing Cap 1968年（灰色）           | Merry Madcap （深棗色）       | Croft Lady     | Golden Cloud  |
| 種馬 Dancing Cap 1968年（灰色）           | Merry Madcap （深棗色）       | Croft Lady     | Land of Hope  |
| 繁殖雌馬 White Narubi 1974年（灰色）      | Sliver Shark 1963年（灰色）   | Buisson Ardent | Relic         |
| 繁殖雌馬 White Narubi 1974年（灰色）      | Sliver Shark 1963年（灰色）   | Buisson Ardent | Rose Olynn    |
| 繁殖雌馬 White Narubi 1974年（灰色）      | Sliver Shark 1963年（灰色）   | Palsaka        | Palestine     |
| 繁殖雌馬 White Narubi 1974年（灰色）      | Sliver Shark 1963年（灰色）   | Palsaka        | Masaka        |
| 繁殖雌馬 White Narubi 1974年（灰色）      | Never Narubi 1969年（深棗色） | Never Beat     | Never Say Die |
| 繁殖雌馬 White Narubi 1974年（灰色）      | Never Narubi 1969年（深棗色） | Never Beat     | Bride Elect   |
| 繁殖雌馬 White Narubi 1974年（灰色）      | Never Narubi 1969年（深棗色） | Senju          | Guersant      |
| 繁殖雌馬 White Narubi 1974年（灰色）      | Never Narubi 1969年（深棗色） | Senju          | Star Narubi   |
| 雌系：號族：7-d                           |                               |                |               |
| 五代內近親交配：Nasrullah 4×5、Nearco 5×5 |                               |                |               |

## 命名由來
名字中，Oguri（オグリ）是馬主小栗孝一的冠名，來自其自身的姓氏，而Cap（キャップ）則是帽子的意思，繼承自其父系Dancing Cap的名字。

## 流行文化
小栗帽於日本賽馬文化中，有着無可否定的地位，其一般被稱為改變日本賽馬文化結構的一大轉折點。
自從1980年代中期的三匹名馬魯鐸象徵、葛城王牌及千明代表相繼退役後，日本賽馬進入所謂的「無聊時代」，然而小栗帽的橫空出世，則徹底推翻了這個時代，其於1988年和另一匹灰毛馬玉藻十字所創下的三次「灰毛頂上對決」引爆馬迷的熱話，而玉藻十字退役後，又和同樣被譽爲「平成三強」的超級溪流及稻荷一間進行連串激鬥，亦為人津津樂道。小栗帽運用其優秀的戰績，徹底開啟了日本的第二次賽馬熱潮，令更加多人投身賽馬行業，對於賽馬界的長遠影響不但涉足到1990年代初期，而是更加深遠地將影響延伸到1998年的黃金世代，乃至20世紀末由好歌劇創立的「歌劇王朝」。
另一方面，由於小栗帽所處的時期適逢日本國寶級天才騎師武豐剛剛出道，因而其及武豐的配搭收穫不少年輕女性粉絲的支持，成功改變日本以往中年男性爲主的馬迷結構，亦將賽馬的熱潮推至所有性別。
更加重要的影響是，由於1980年代末至1990年代初日本正處於泡沫經濟的末期，開始萎縮的經濟導致不少國民陷入危機。但此時血統平平無奇的小栗帽不但於地方賽場大放異彩，更於其後稱霸中央賽場，令不少日本國民爲之驚喜，亦看見曙光及希望。
直至現代，小栗帽人氣仍然不減，日本國內仍然有不少以小栗帽爲主的周邊產品，其出賽笠松競馬場更曾經舉辦灰毛及白毛馬出戰限定的小栗帽紀念。而由遊戲開發公司Cygames推出的多媒體企劃《賽馬娘 Pretty Derby》於2020年開始連載而小栗帽爲主角的外傳漫畫：《賽馬娘 Cinderella Gray》，獲得不少關注，更於2021年獲得「下一部人氣漫畫大賞」紙本漫畫類別的第二名。

## 外部連結
- 小栗帽 netkeiba.com （页面存档备份，存于）
- 血統表 （页面存档备份，存于）